# گور باباش من عاشقتم
«گور باباش من عاشقتم» (به انگلیسی: Fuck It I Love You) تک‌آهنگی از هنرمند اهل ایالات متحده آمریکا لانا دل ری است. این ترانه به‌عنوان اولین تک‌آهنگ تبلیغاتی آلبوم نورمن فاکینگ راک‌ول! با «بهترین» منتشر شد. در ۲۹ اوت ۲۰۱۹، دل ری یک موزیک ویدئو دوتایی برای هردو ترانه منتشر کرد. این ترانه توسط دل ری و جک آنتونوف نوشته و تهیه شده‌است.